# Krndija-hegység
A Krndija egy hegység Horvátországban, Szlavónia középső részén, a Papuktól keletre. 

## Fekvése
A Krndija a Papuk-hegység keleti folytatása, Raholcáról és Nekcsétől délre, Pozsegától és Kutjevótól északra fekszik. Nyugati határát egy hegynyereg képezi, mely a Papuk Češljakovački-csúcsa és a Krndija Kapovac nevű csúcsa között húzódik. Keleti határát nehezebb meghatározni mert a Krndija Diakovár közelében fokozatosan megy át a síkságba Vinkovce irányába. Délkeleten a Londžica folyó választja el a Dilj-hegységtől.
A hegységet két részre osztja a Kutjevo-Raholca út, amely a Kapovac és a Petrova vrh között keresztezi a Međa hágót (620 m). A Krndija legmagasabb csúcsa a Kapovac, amely 790 méter magas. A teteje, mint az egész hegy erdővel borított, a csúcson messziről is jól látható egy televíziós adó. Egyes térképeken a csúcsot Kapavac névvel jelölik, de a hegymászók között a Kapovac név a gyakoribb. Jelentős magaslata még a Međa-hágó közelében emelkedő Petrov vrh (701 m), mely egyben Eszék-Baranya megye legmagasabb pontja. Seona faluból körút vezet fel a 482 méteres Lončarski vis csúcsra, mely érinti Nekcse várát is. A Lončarski vis felé vezető úton az útvonal felénél a Paulinovac pihenőhelyen ivóvízforrást is találunk.

## Szerkezete
A Krndija a Papukkal és Psunjjal együtt alkotja a szlavóniai hegyek a legrégebbi részeit. Itt találhatók Horvátország legrégebben keletkezett sziklái. A Krndija a geológiai múlt különböző periódusaiban keletkezett kőzetekből épül fel, a leggyakoribbak a 300 millió évnél idősebb metamorf kőzetek.
A Krndiján (a Lončarski visen) vulkanikus kőzetek, trachiandezitek és andezitek is találhatók. A trachiandezitek a vulkanizmus kapcsán keletkeztek abban az időben, amikor a kárpáti üledékek a hasadékok mentén lerakódtak és a tengeralatti körülmények között kikristályosodtak.